# Автобус
Авто́бус:

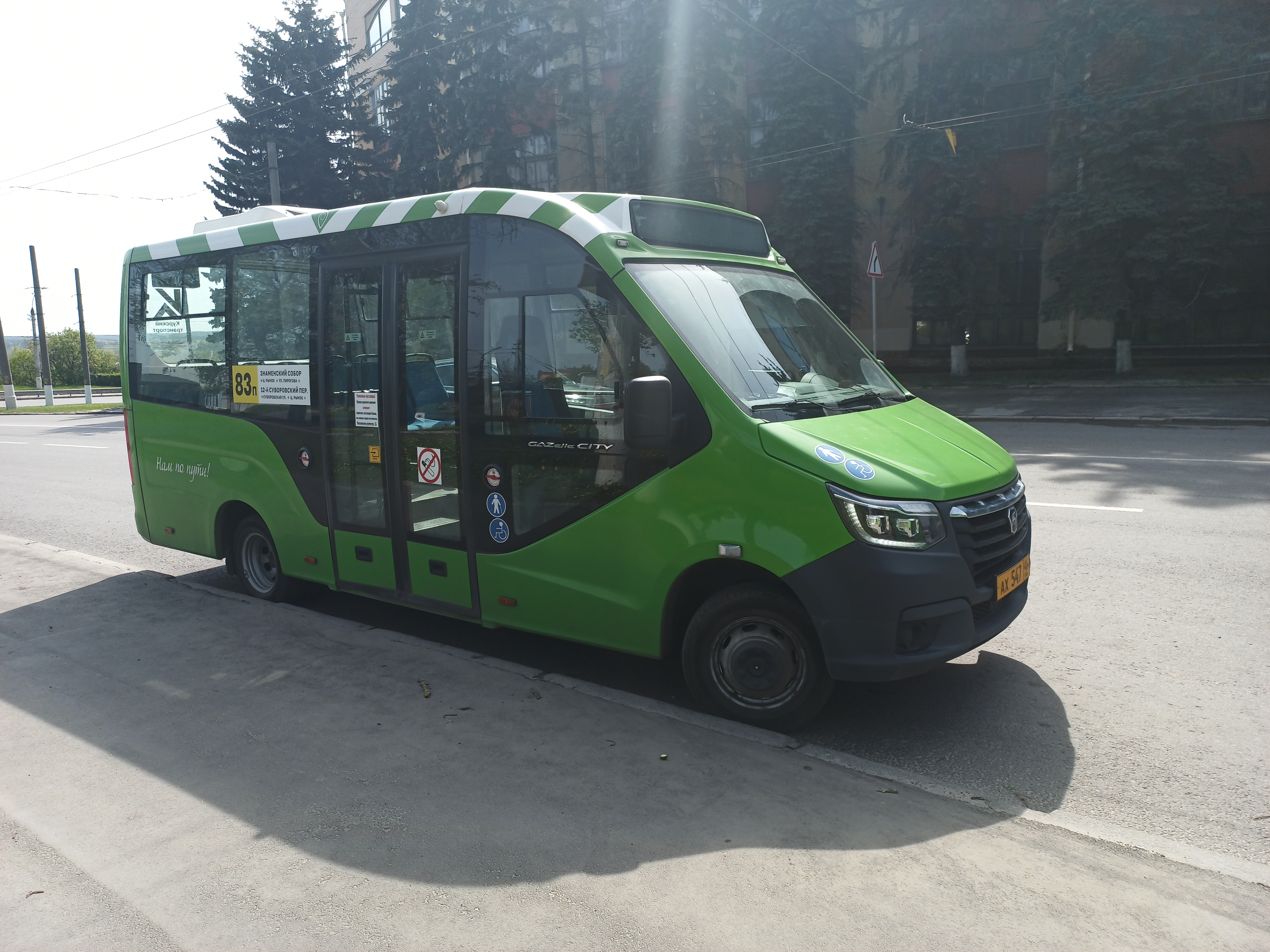
ГАЗель City на конечной маршрута 83П. Курск, 2024

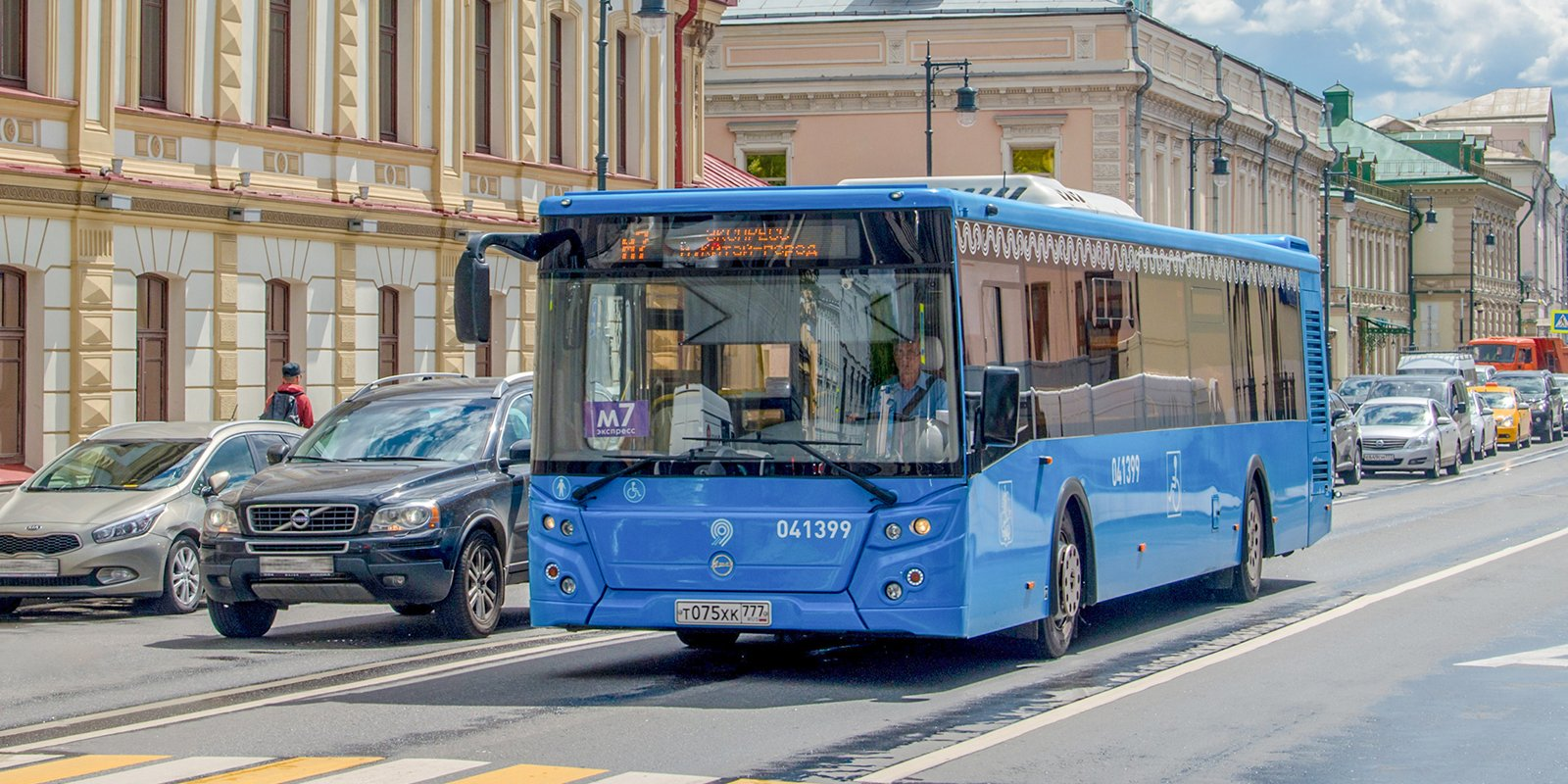
ЛиАЗ-5292.65 следует по маршруту м7. Москва, 2019

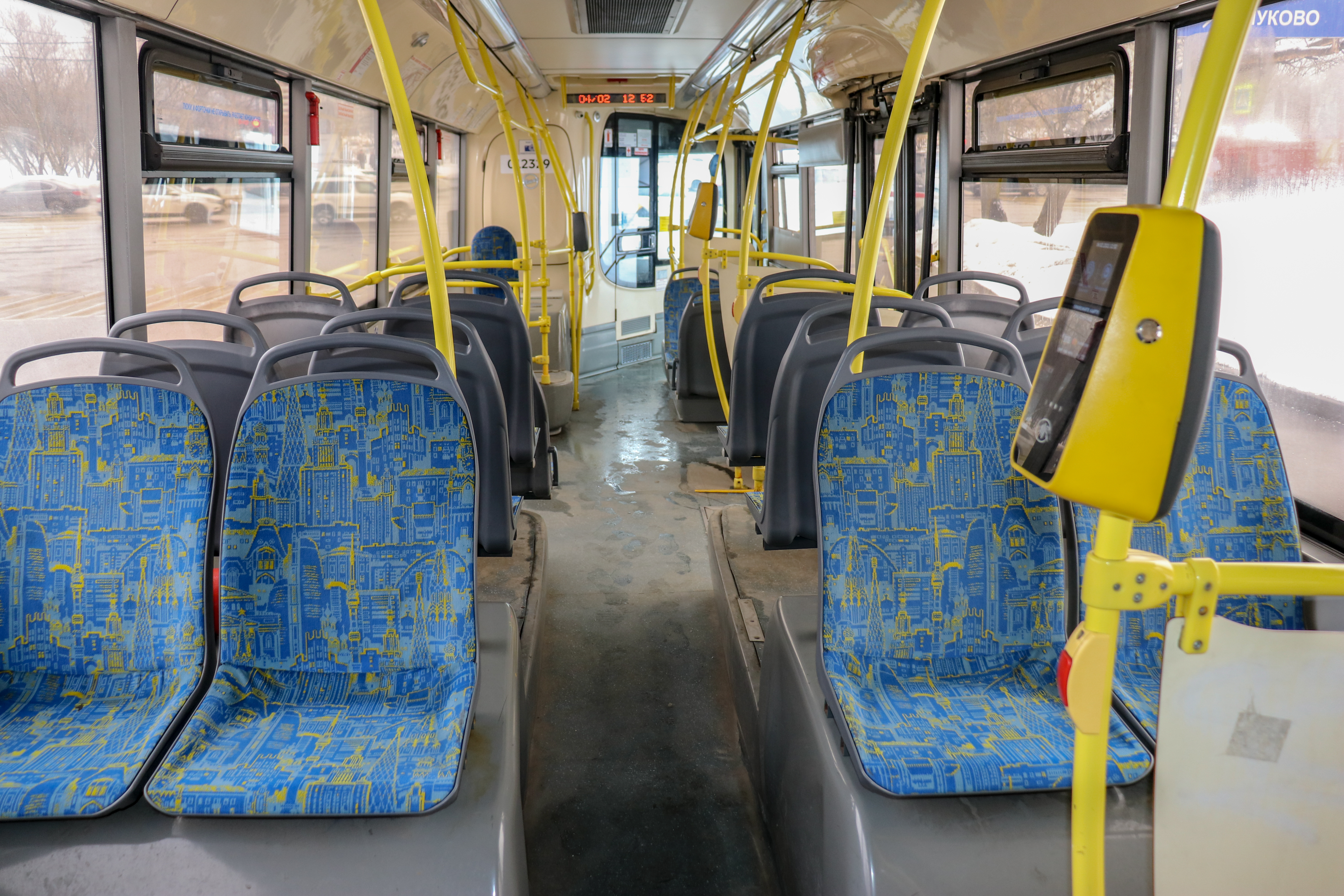
Салон автобуса ЛиАЗ-5292

- (сокращение от автомобиль-омнибус) — безрельсовое механическое моторное транспортное средство, технически предназначенное для перевозки девяти и более пассажиров и способное маневрировать на дороге. Согласно этому определению в этот класс попадают: как автономные автобусы — автобусы в привычном понимании — (определение ниже), так и троллейбусы, фактически являющиеся разновидностью автобуса.
- (автономный автобус) — безрельсовое механическое моторное транспортное средство, технически предназначенное для перевозки девяти и более пассажиров и способное маневрировать на дороге, приводимое в движение источником энергии, запасённым или производимым из топлива, хранящегося на борту (бывают аккумуляторные, бензиновые, газотопливные, дизельные, суперконденсаторные, а также автобусы на водородных и иных топливных элементах). Ниже дается информация именно по автономным автобусам.

## История

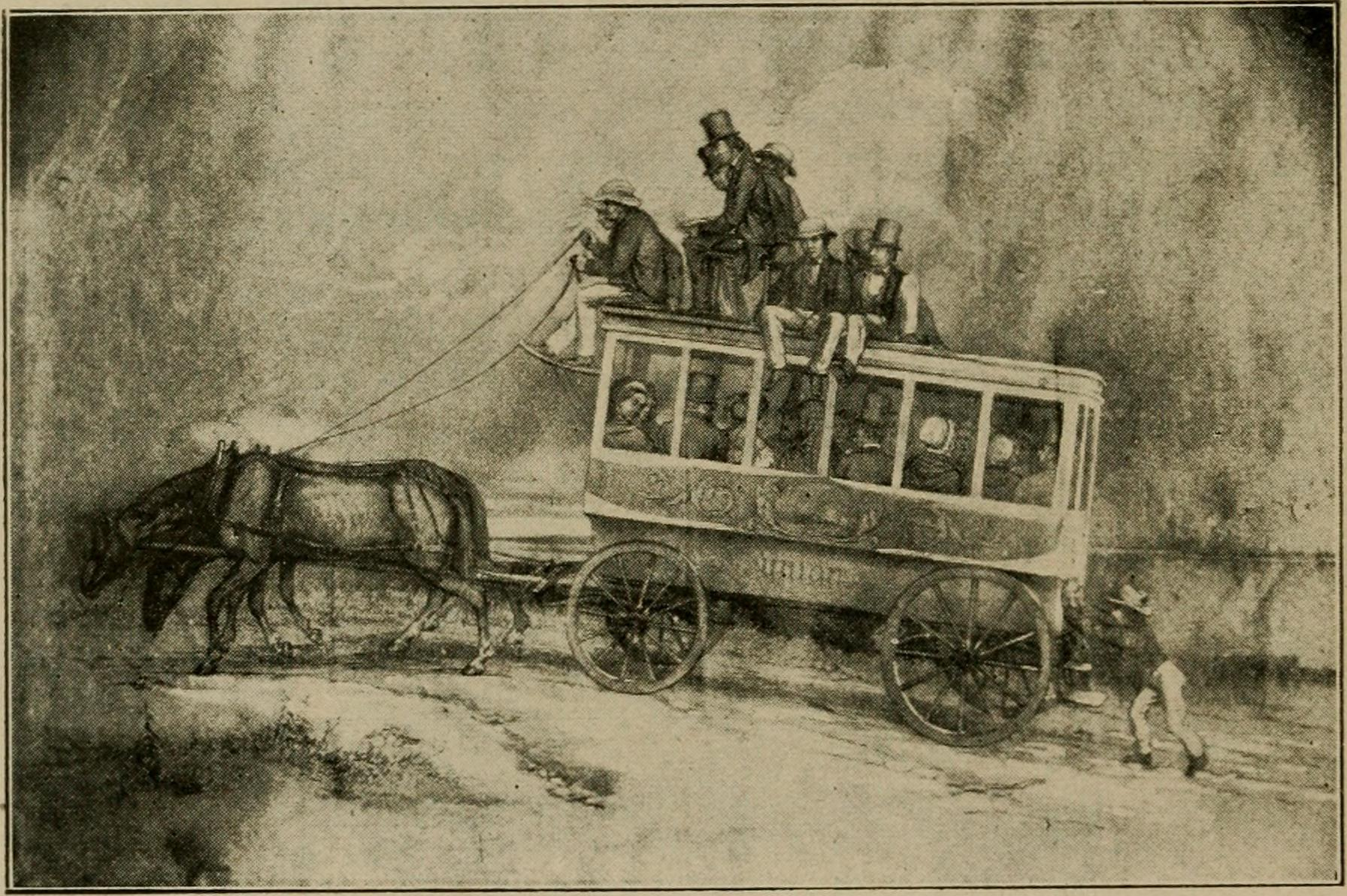
Омнибус (конный автобус), 1909

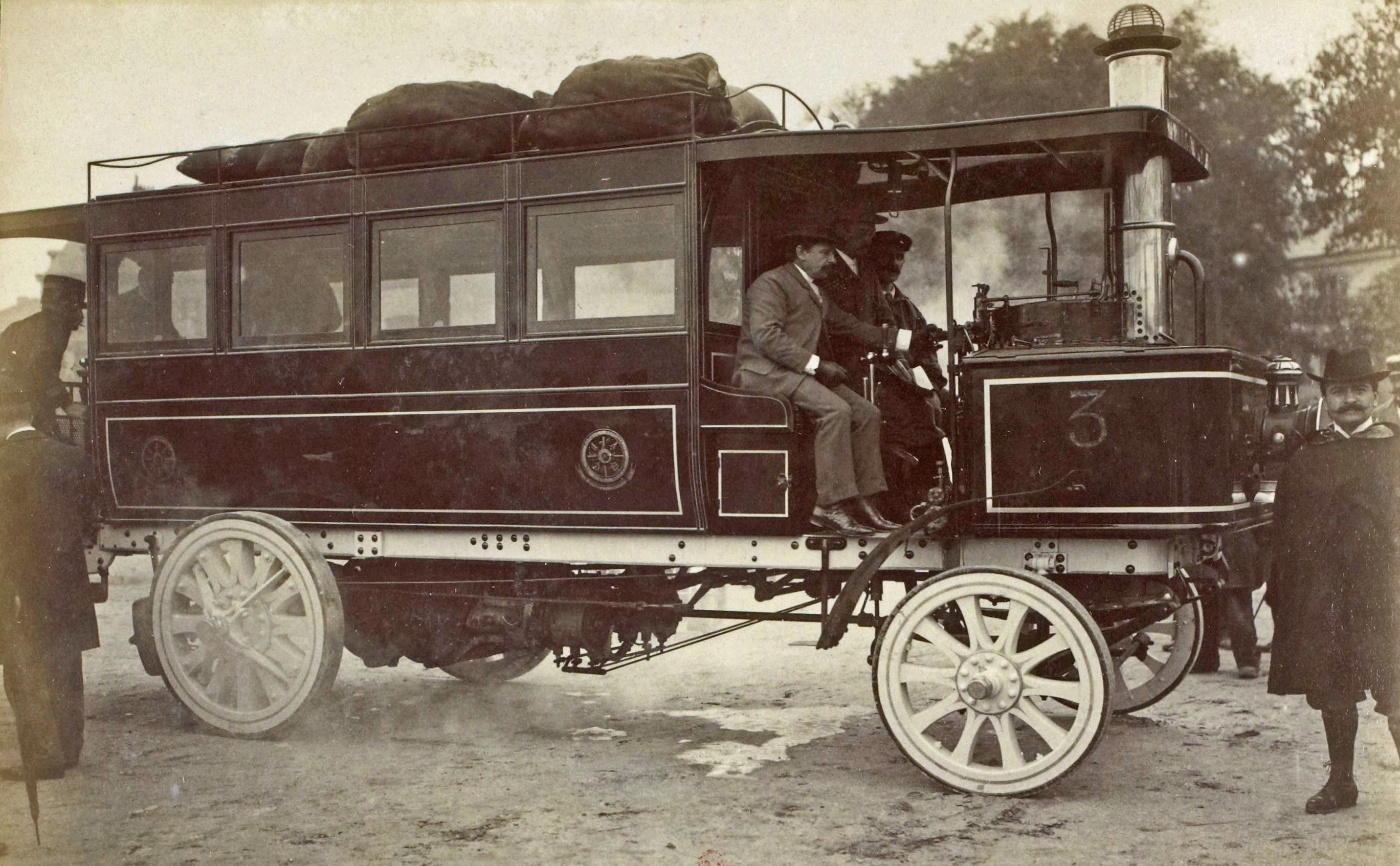
Паровой автобус, 1899

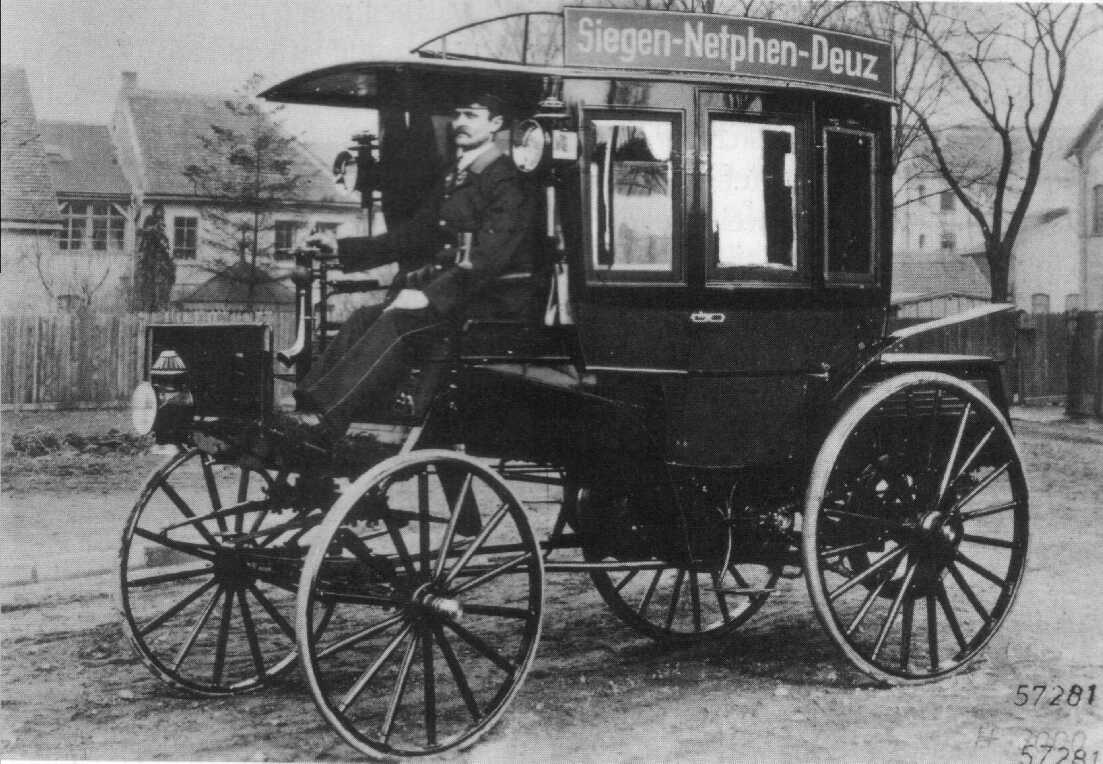
Первый в мире автобус с двигателем внутреннего сгорания

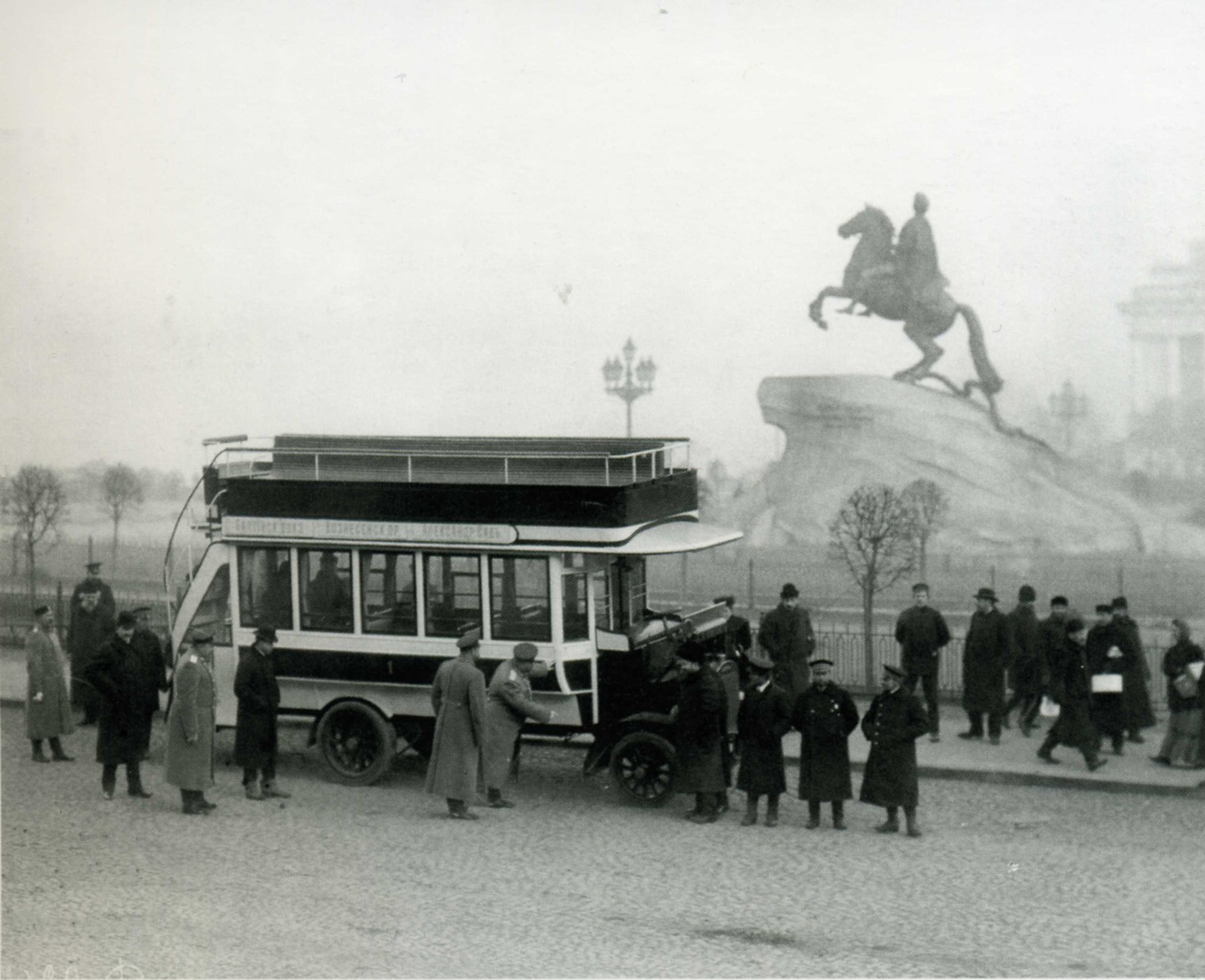
Автобус (омнибус) на Сенатской площади (1912)

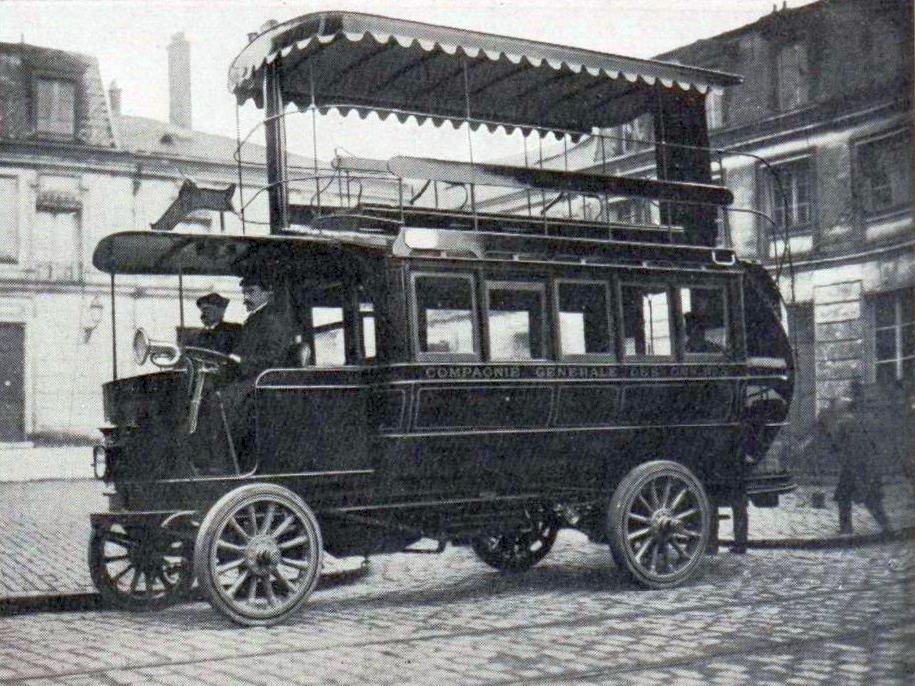
Автобус, 1906

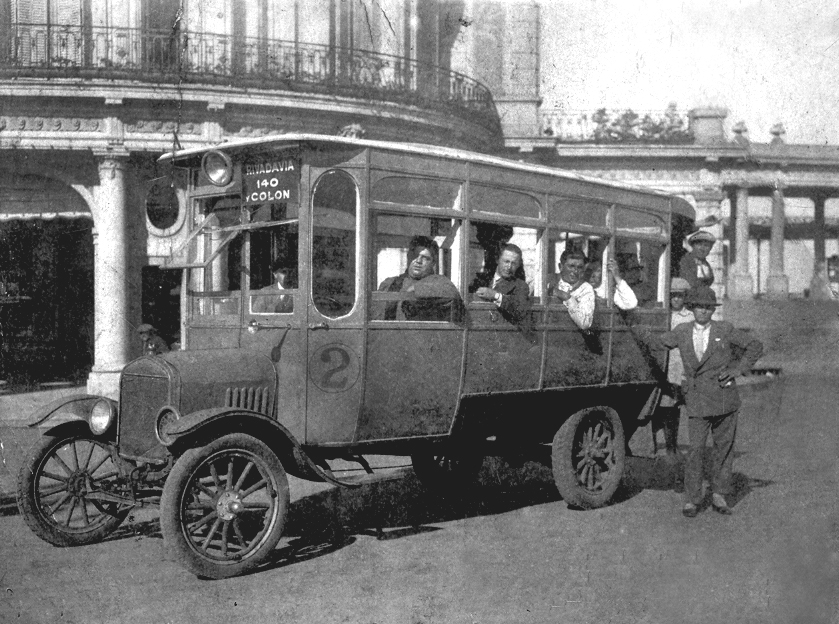
Автобус, 1929

Предшественниками автобуса были дилижансы и омнибусы, многоместные пассажирские повозки на конной тяге. Омнибусы перевозили пассажиров в городах, будучи маршрутным пассажирским транспортом, тогда как дилижансы были междугородным пассажирским транспортом.
Самый первый автобус изобрел Карл Бенц в 1895 году 18 марта, в отличие от предшественников он имел двигатель внутреннего сгорания, выпускался он компанией Benz Company.
Первый электрический автобус появился в Лондоне в 1886 году. Он мог ездить со средней скоростью 11,2 км/ч.
В 1899 году в Санкт-Петербурге русским инженером-изобретателем И. В. Романовым был представлен проект электрического омнибуса, являющегося одновременно и первым отечественным автобусом. Согласно разным источникам омнибус вмещал от 16 до 20 пассажиров (И. В. Романов планировал постройку разных моделей электрических омнибусов на разное количество пассажирских мест) и мог разогнаться до 11 км/ч. В 1901 году Технической экспертной комиссией машина была признана пригодной для эксплуатации в Петербурге. Дума выдала разрешение на открытие регулярного движения омнибусов Романова. Но властями были выдвинуты крайне жёсткие финансовые условия, отпугнувшие потенциальных акционеров и Романов не смог реализовать свою идею. Одновременно, в том же 1901 году его конкурентами на московском заводе «Дукс» была построена партия электрических автобусов. Это были 10-местные автобусы, которые могли развивать скорость до 20 км/ч и имели запас хода на 60 км.
Первый в мире автобус с двигателем внутреннего сгорания, работающим на бензине, был построен в Германии в 1894—1895 гг. заводом «Бенц». Он вмещал 8 пассажиров и курсировал по 15-километровой трассе между германскими городами Зиген, Нетфен и Дойц. В России первый автобус с двигателем внутреннего сгорания был построен в Санкт-Петербурге в 1903 году на фабрике фирмы «Фрезе». Он имел открытый кузов, который вмещал до 10 человек. На автобусе был установлен одноцилиндровый мотор мощностью 10 лошадиных сил. Автобус мог развить скорость до 15 км/ч.
Первый в мире городской автобус с двигателем внутреннего сгорания вышел на маршрут 12 апреля 1903 года в Лондоне.
В России автобус в качестве городского общественного транспорта впервые стал использоваться с июня 1907 года в Архангельске: в город был привезён автобус германской марки НАГ (NAG), — эта машина была рассчитана на 25 пассажиров и весила 6 тонн при мощности двигателя в 26 л. с.
24 (11 по старому стилю) ноября 1907 года первый пассажирский автобусный маршрут был открыт в Санкт-Петербурге. По этому поводу в «Петербургском листке» было помещено сообщение: «К двенадцати часам дня к Александровскому саду, против Вознесенского проспекта, приехал автомобиль-омнибус или, как их теперь называют, автобус». В Москве автобусное движение впервые было открыто 13 августа 1908 года, а постоянное автобусное движение лишь с 8 августа 1924 года, когда на первый регулярный маршрут между Каланчевской площадью и Тверской Заставой вышли 8 автобусов английской марки «Leyland».
Само слово «автобус» в русской литературе впервые употребил поэт Игорь Северянин в 1912 году.

## Устройство автобуса
В составе современного автобуса имеется:
- Пневмоподвеска
- Автоматические двери
- Пандус для инвалидов.
- Ремни безопасности для крепления грузов.
- Тормозная система автобусов большой пассажировместимости — пневматическая.

## Классификация

### По назначению

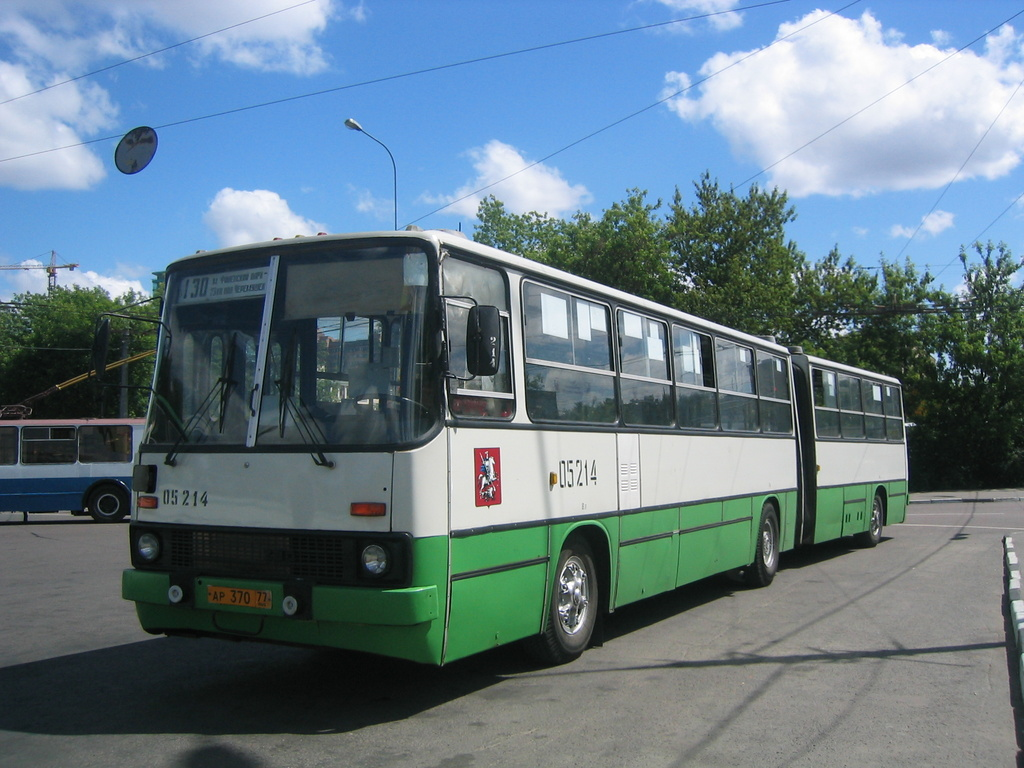
Автобус Икарус (Ikarus)-280, был одним из самых распространенных автобусов в начале 90-х в России

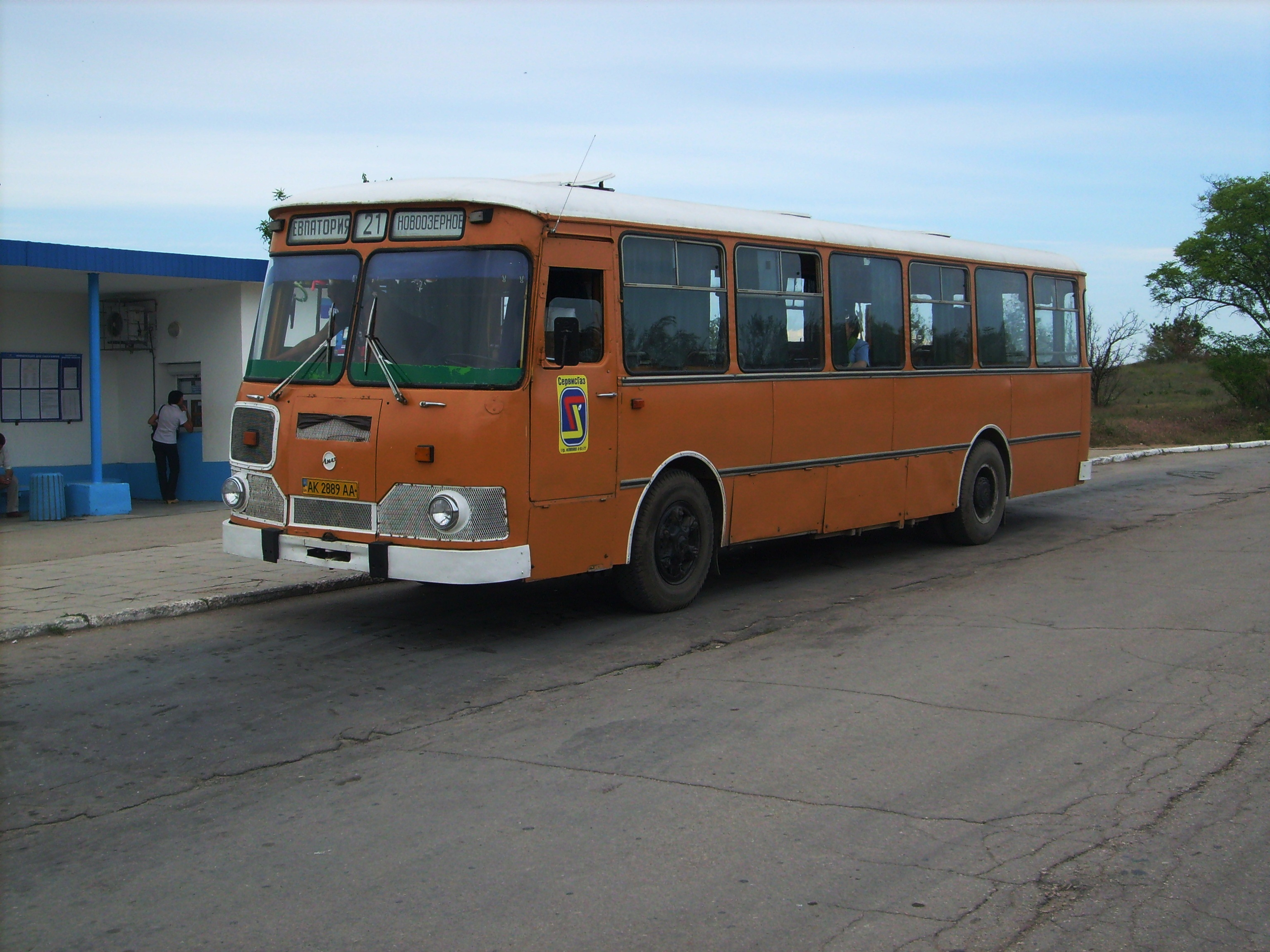
Городской высокопольный автобус ЛиАЗ-677М, один из самых массовых в СССР

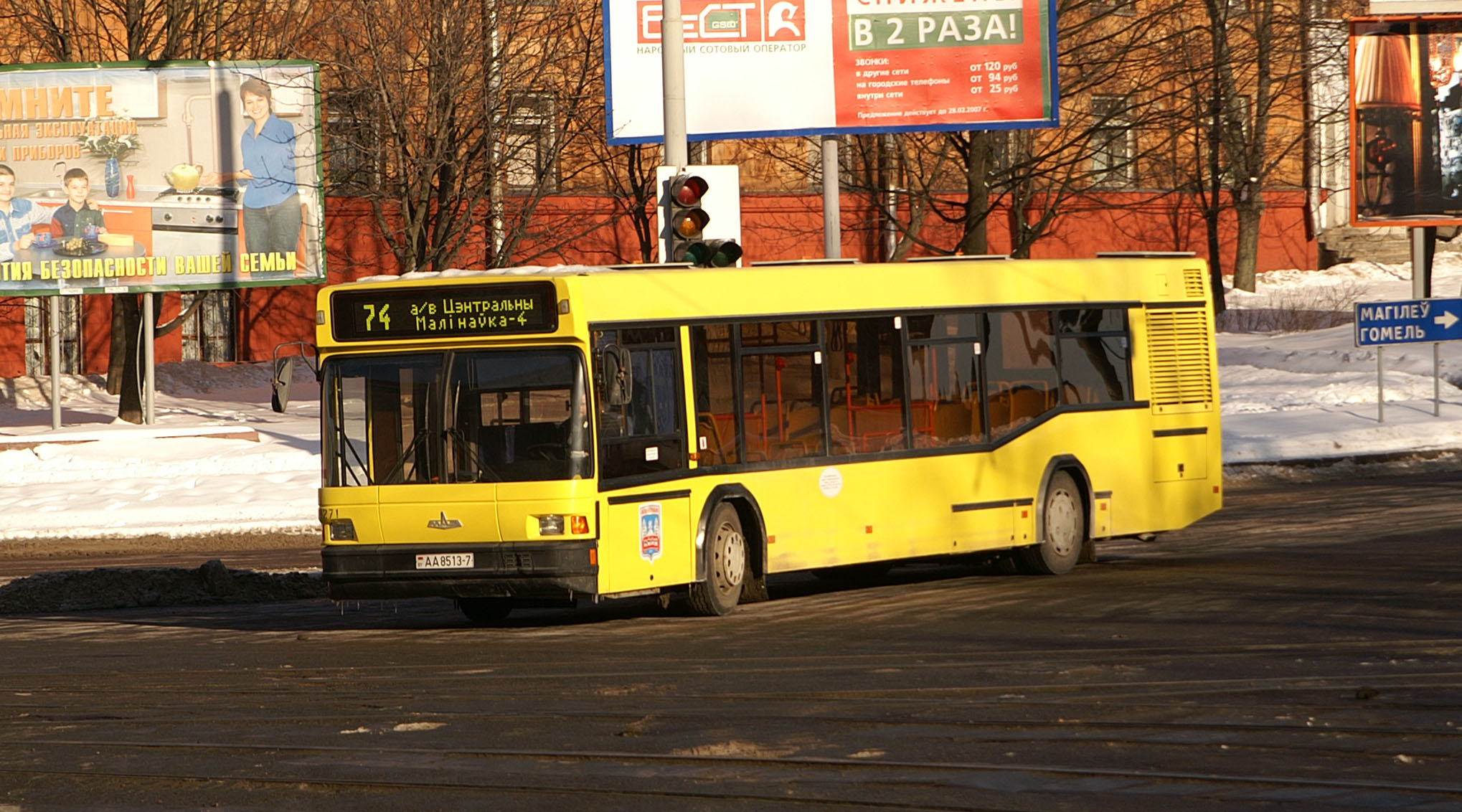
Городской полунизкопольный автобус МАЗ-103 в Минске, маршрут № 74

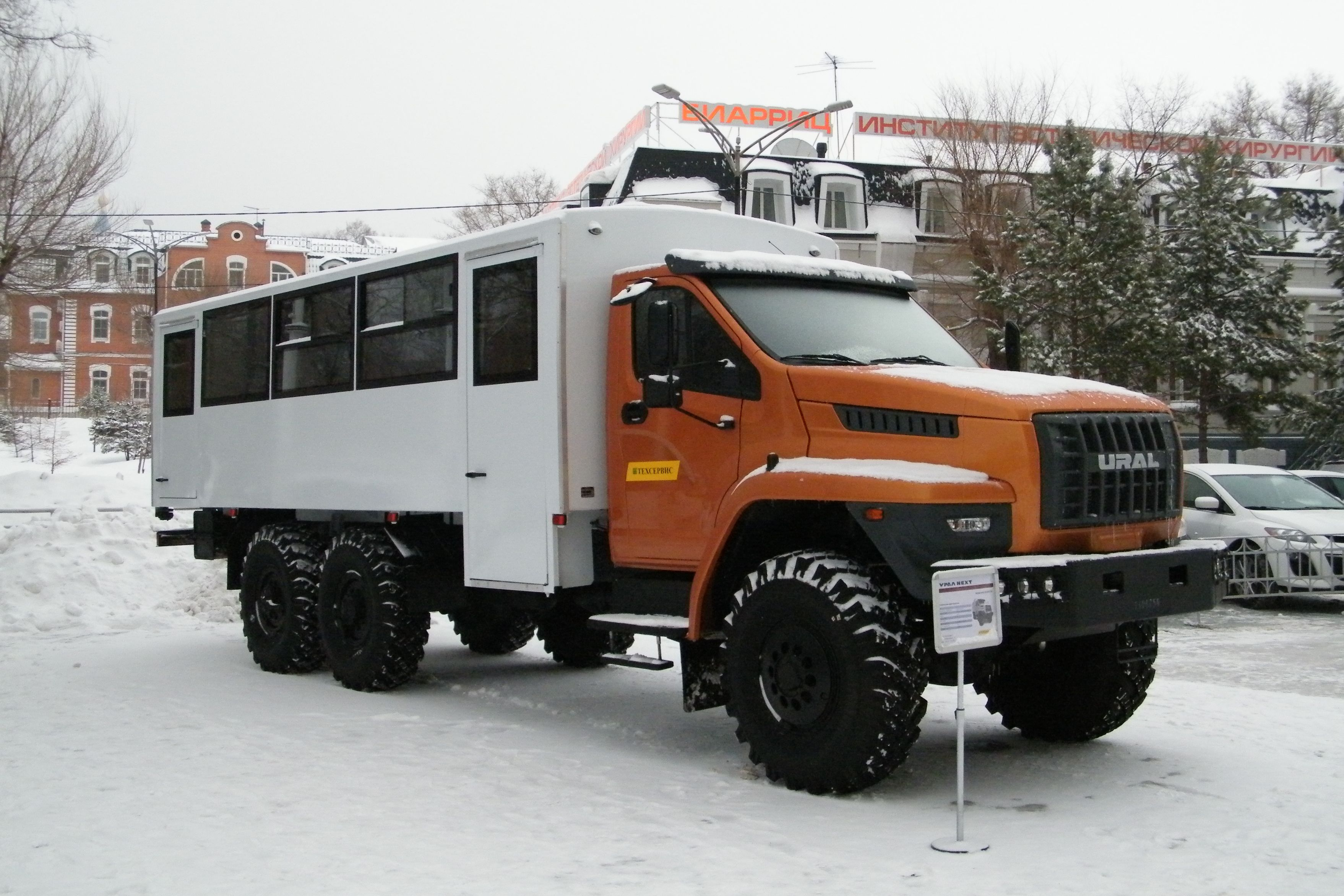
Вахтовый автобус Урал NEXT

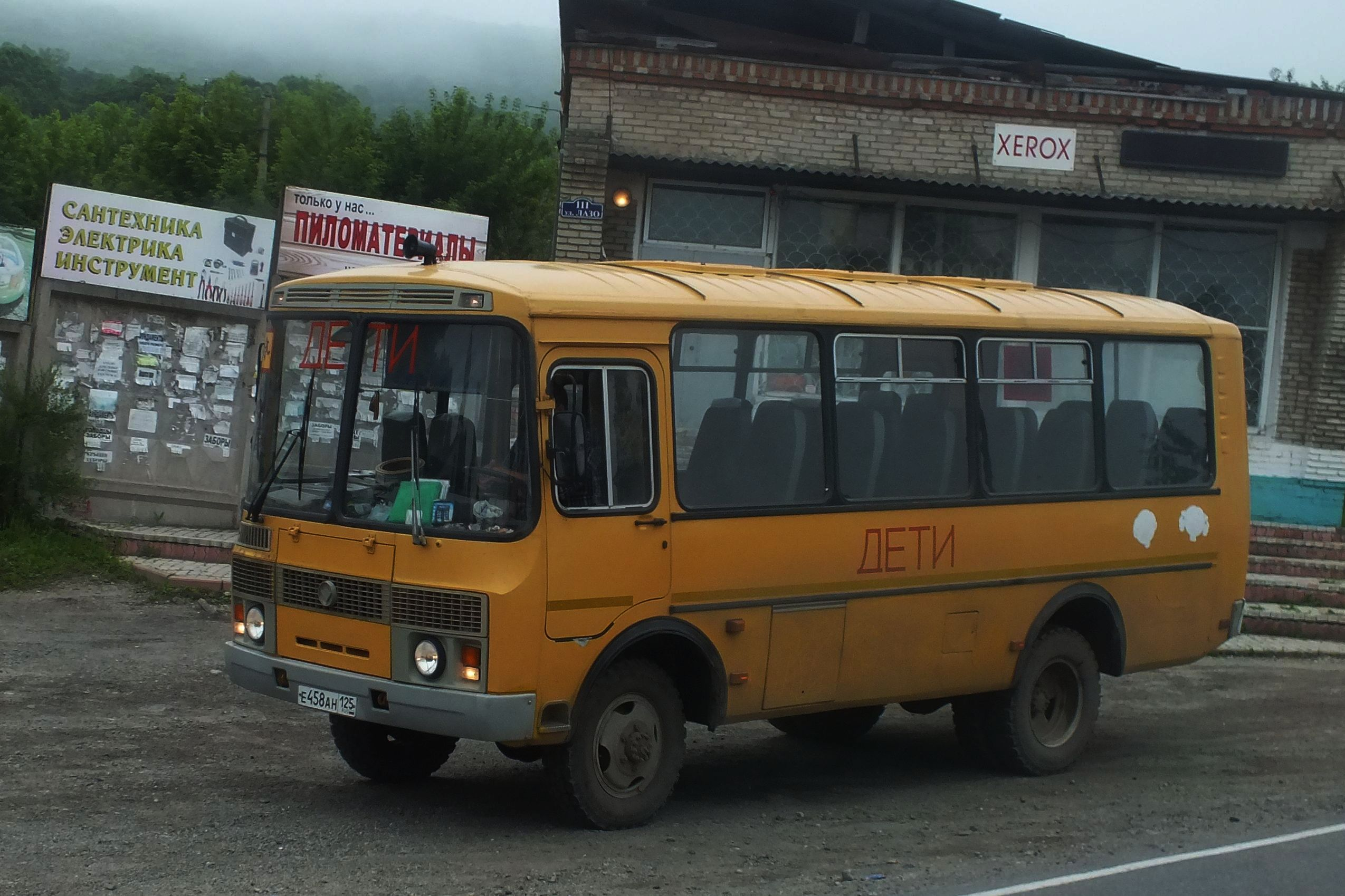
Школьный автобус повышенной проходимости ПАЗ-3206

- городские — автобусы, предназначенные для использования в качестве городского общественного линейного (маршрутного) пассажирского транспорта. Городской автобус делает частые остановки, на которых высаживает и принимает на борт большое количество пассажиров. Такой автобус должен иметь широкие двери и проходы, накопительные площадки, поручни для стоящих пассажиров. Могут быть представлены особой разновидностью — маршрутными такси («маршрутками»), останавливающимися по заявкам пассажиров. Основную долю в мировом объёме выпуска автобусов составляют именно городские.
- междугородные — автобусы, предназначенные для перевозки людей на большие расстояния. Такие автобусы должны иметь: удобные кресла с откидной спинкой, большой объём багажного отделения, места для ручной клади, и иногда туалет (в автобусах для длительных проездов между остановками). Разворачиваются преимущественно на автовокзалах, но иногда имеют небольшие спецстанции, как, например, Новоясеневская автостанция в Москве. Билеты приобретаются исключительно там же заранее, иногда за месяц на определённый день в спецкассе.
  - спальные (англ. sleeping bus) — разновидность междугородных автобусов — автобусы, оснащённые спальными местами. Используются в основном для сверхдлительных (длительностью более от суток) или ночных пассажирских рейсов.

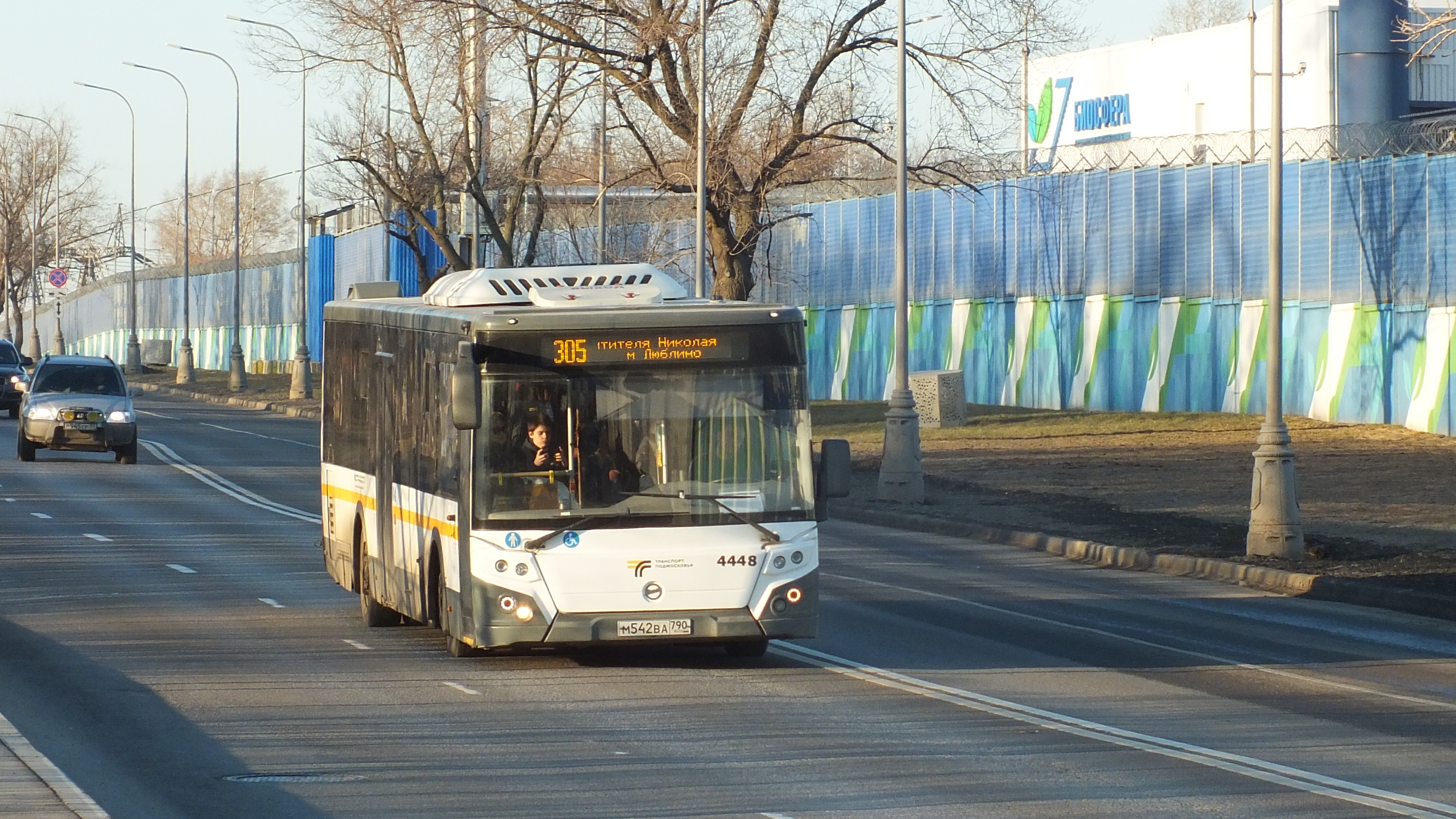
ЛиАЗ-5292.65-03

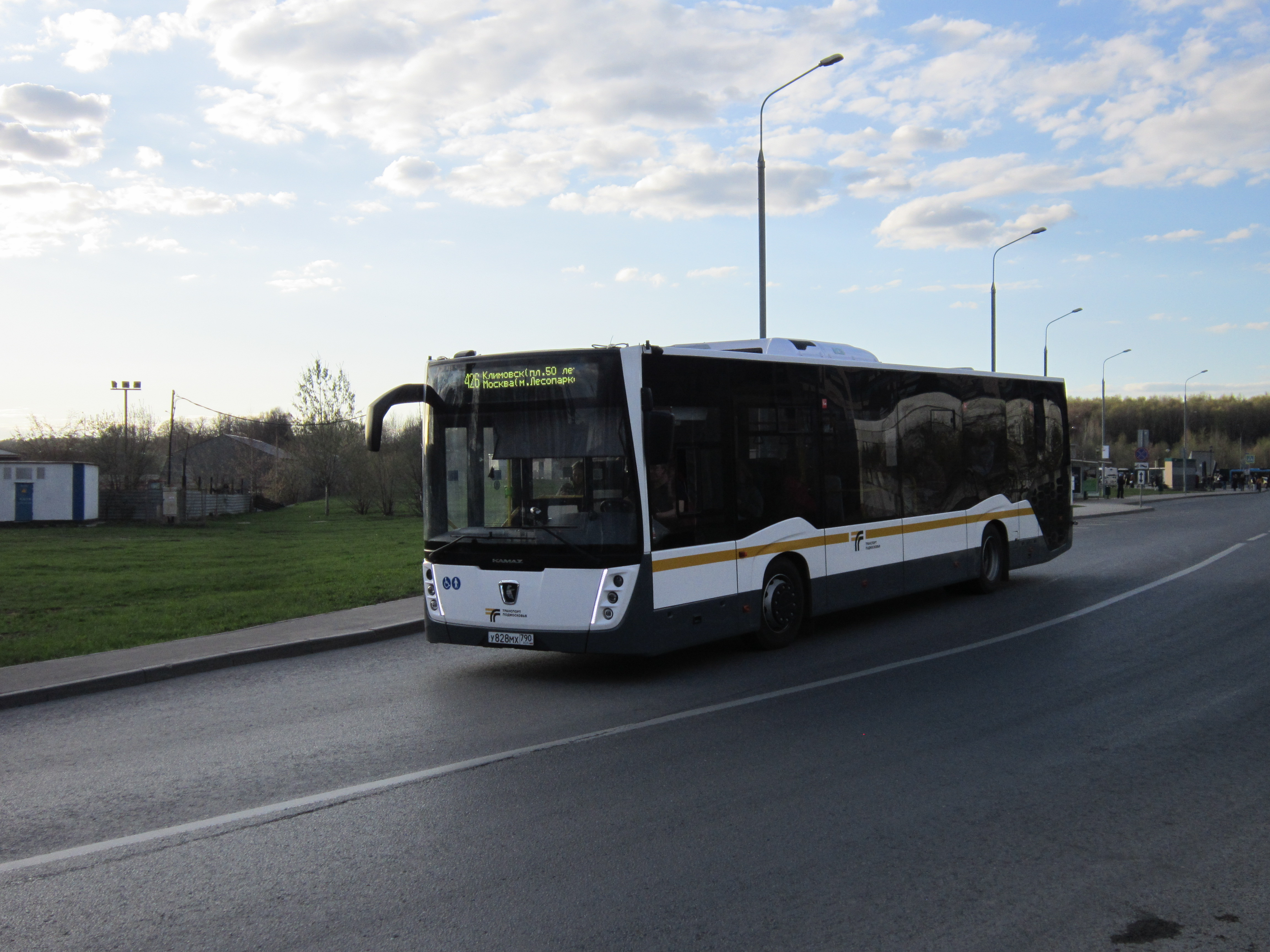
НЕФАЗ-5299-31-52

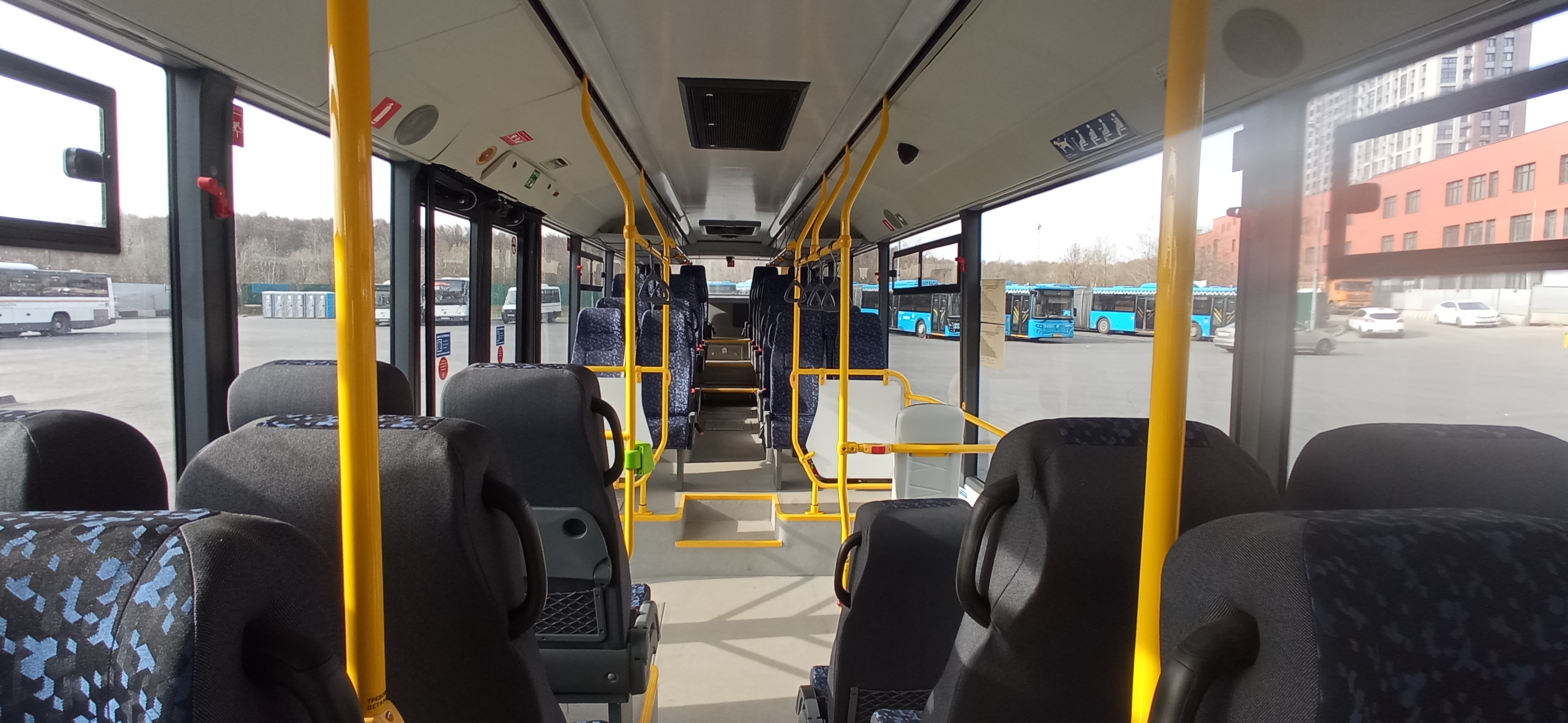
Салон НЕФАЗ-5299-31-52, вид назад

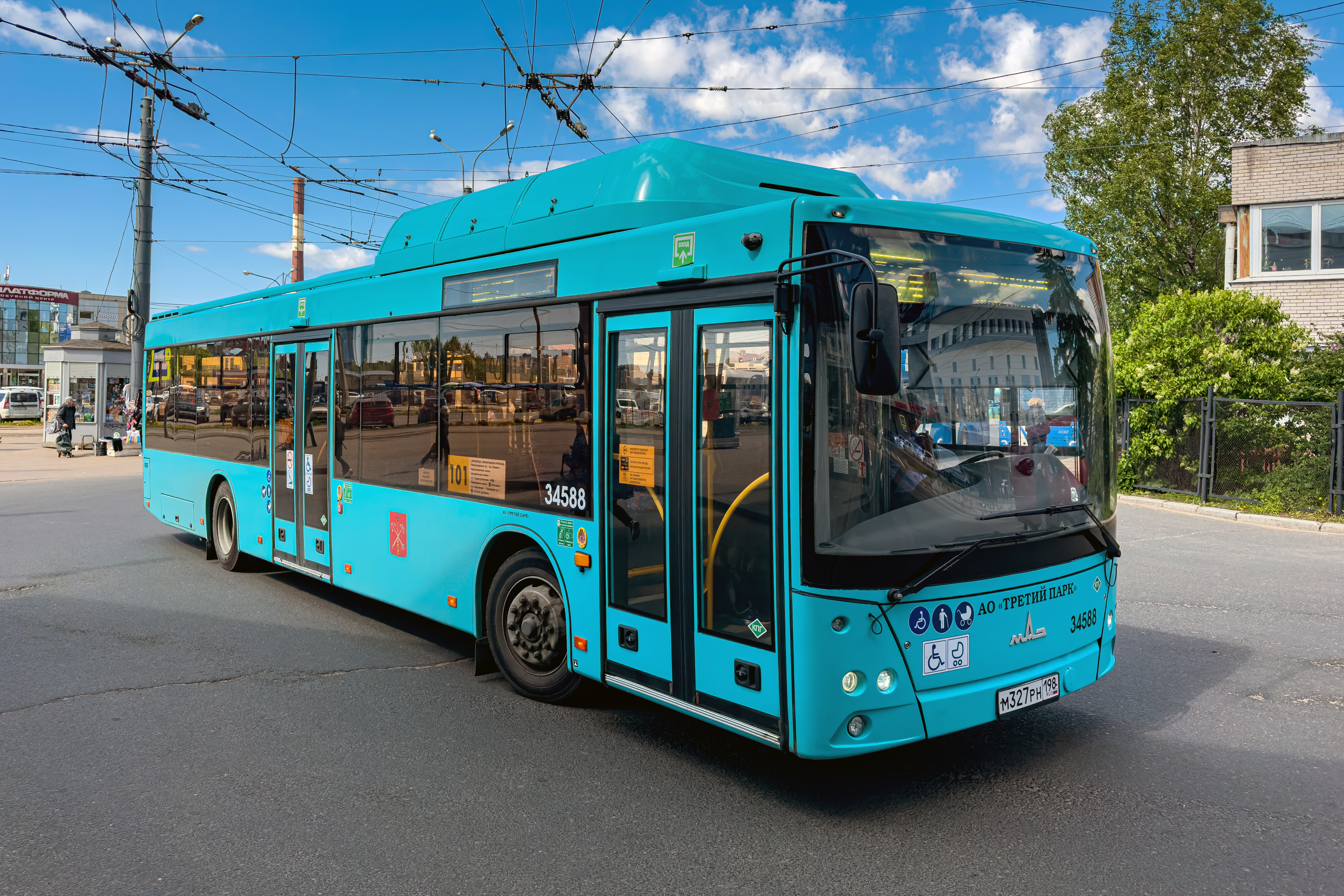
МАЗ-203.C46 КПГ

- пригородные — в отличие от междугородних не предназначены для перевозок на дальние расстояния, а от городских их отличают редкие остановки (нередко промежуточные остановки и вовсе могут отсутствовать). Такие автобусы обычно не имеют багажных отделений, но имеют места для ручной клади. В них обычно отсутствуют накопительные площадки, но могут присутствовать поручни для стоящих пассажиров. Но основной способ проезда пассажиров в них все же (подобно автобусам дальнего следования) — сидя в пассажирских креслах. Яркий пример таких автобусов — ЛАЗ-695 в модификации «пригородный». Также могут быть представлены маршрутками, в случае дальнего следования номер маршрута не указывается — указываются лишь конечные точки. На небольших расстояниях (Волгоград-Волжский, н-р) маршрутки аналогичны городским, но имеют большой номер маршрута, как правило, 3-значный, начинающийся, в основном, с 1 или 2. Билеты приобретаются преимущественно там же, где и на междугородные, но в маршрутках ближнего следования (Волгоград-Волжский) оплата может производиться при посадке в салоне непосредственно водителю без приобретения билета. Наиболее современные примеры таких автобусов в России — ЛиАЗ-5292.65-03 (представлен в 2020 году[3]) и НЕФАЗ-5299-31-5x (-52 для модификации на дизельном топливе или −57 для модификации на природном газе), белорусские МАЗ-103.Cxx и МАЗ-203.1xx (дизельное топливо) и МАЗ-203.Cxx (природный газ).
- туристические — междугородные автобусы, предназначенные для поездок организованных групп по произвольным маршрутам. От линейных междугородных отличаются, как правило, повышенным уровнем комфорта и наличием места для гида, оборудованного микрофоном для проведения экскурсий.
- перронные (аэродромные) — предназначены для доставки пассажиров от аэровокзала к самолётам и от самолётов к аэровокзалу.
- школьные — автобусы, предназначенные для перевозки детей. Такие автобусы должны оснащаться техническими средствами для повышения безопасности перевозки детей: ремнями безопасности, специальными световыми и звуковыми сигналами (развитые системы безопасности существуют в школьных автобусах США). Также такие автобусы оснащают более низкими подножками, поручнями на небольшой высоте, полками для ручной клади.

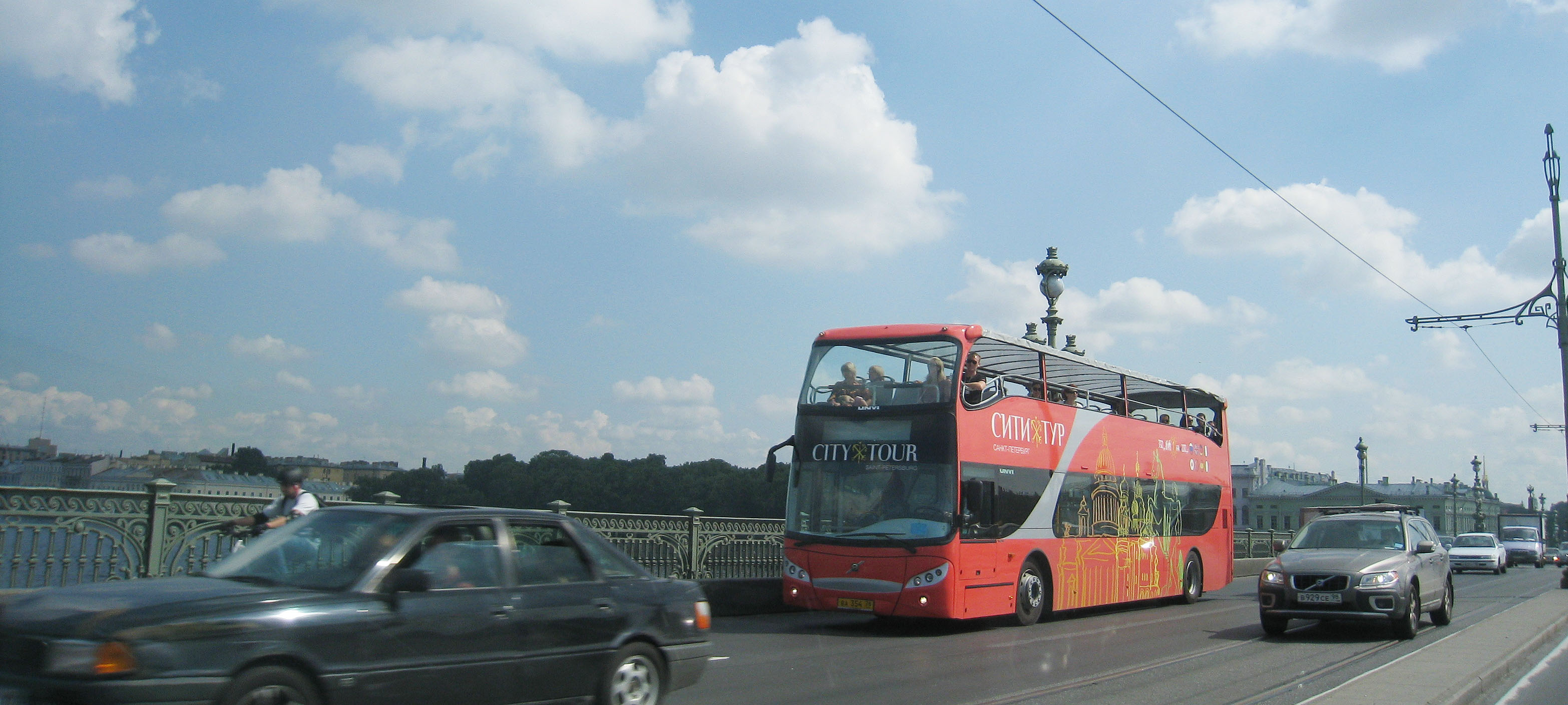
UNVI Urbis 2.5DD (на шасси Volvo B9TL)

- экскурсионные — предназначенные для экскурсионных поездок. Отличается, как правило улучшенной обзорностью с пассажирских мест, которая обеспечивается за счет большой площади остекления, в том числе заходящего на и крышу автобуса. В теплом климате распространены открытые экскурсионные автобусы.
- горные — оборудованы для безопасной перевозки пассажиров по горным дорогам. Не имеют мест для стоячих пассажиров, оборудуются ремнями безопасности, дугами безопасности, предотвращающими смятие салона при опрокидывании, могут иметь усиленную крышу для защиты от падающих камней. Часто оборудуются резервной тормозной системой и демультипликатором в трансмиссии.
- вездеходы — для перевозки людей при сложных дорожных условиях (в том числе по бездорожью).
- служебные автобусы:
  - вахтовые (экспедиционные) — предназначенные для перевозки рабочих к местам проведения строительных, ремонтных и прочих работ. Технически это могут быть самые разнообразные пассажирские автотранспортные средства, но довольно часто такие автобусы строятся на грузовой базе. То есть вместо грузового кузова-фургона на шасси грузовой машины устанавливается пассажирский салон фургонного типа (пассажирский фургон-салон).
  - грузовые (грузо-пассажирские), — грузовые автомобили на автобусном (нередко усиленном) шасси. Чаще всего — фургоны, в том числе изотермические.
  - почтовые (автобусы связи) — для перевозки почты.
  - санитарные — используются для массовой перевозки больных и раненых во время войны или стихийных бедствий (см. Автомобиль скорой помощи)
  - ритуальные (катафалки) — предназначенные для перевозки умершего и похоронной процессии к месту погребения (или ритуальной кремации) усопшего.

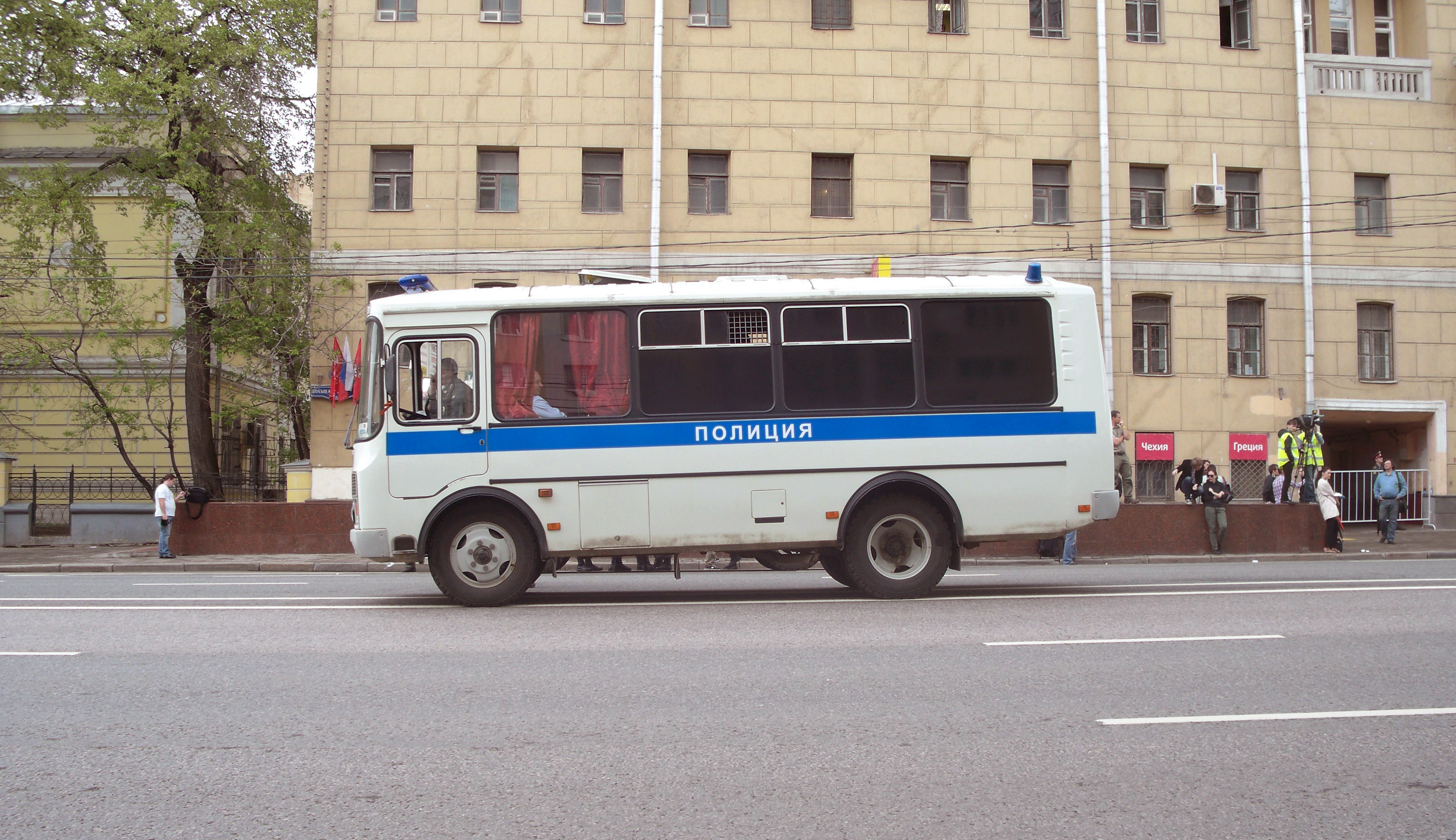
Полицейский автобус ПАЗ-3205

- - полицейские — предназначены для перевозки нарядов полиции и/или задержанных лиц. Например ЗиС-8 прозванный «Фердинандом» в сериале «Место встречи изменить нельзя».
    - кинологические — для перевозки кинологических бригад со служебными собаками.

  - тюремные (автозаки) — предназначенные для перевозки заключённых и военнопленных в места лишения свободы. В отличие от обычных, для таких автобусов обычны полная шумоизоляция и бронированные дверцы, и отсутствие окон.
  - пожарные — для перевозки к месту пожара личного состава и его снаряжения, чаще всего — газодымозащитной службы.
  - штабные — используются в качестве передвижного помещения штаба тушения пожара, аварийно-спасательных или иных работ. Оборудуются рабочими местами, местами приема пиши и отдыха, средствами связи и громкоговорящего оповещения, спецсигналами.
  - передвижные столовые — автобусы, оснащенные кухонным оборудованием и местами для прима пищи. Используются в местах проведения различных выездных работ и на различного рода праздничных мероприятиях.
  - автобусы техпомощи — предназначены для перевозки ремонтной бригады, инструментов и оборудования для оказания технической помощи неисправным автобусами или троллейбусам. Обычно переоборудуются силами АТП из старых маршрутных автобусов.
- учебные — для практического обучения вождению автобусов (вождению на категорию D). Нередко оснащаются дублированным управлением.

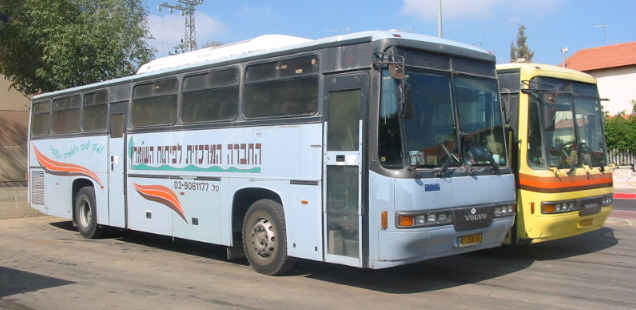
школьные бронеавтобусы в Израиле

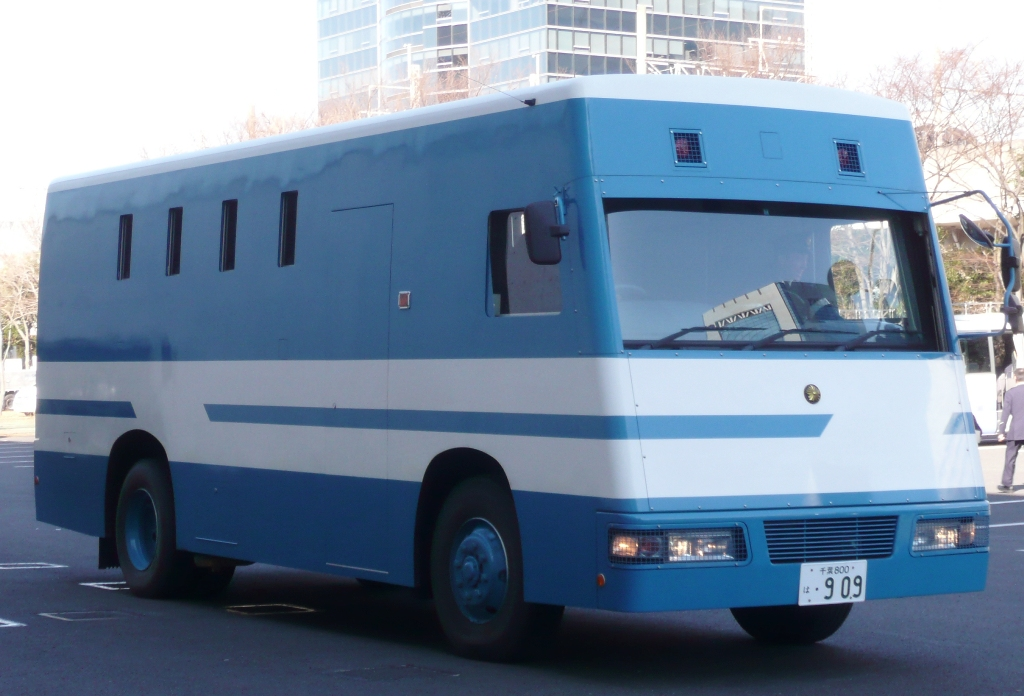
японский полицейский бронеавтобус

- бронированные автобусы для перевозки людей в местах боевых действий или в криминальных районах, для перевозки солдат, полицейских, заключённых.

### По длине[4]
- особо малые — до 5,5 метров.
- малые — от 6,0 до 7,5 метров.
- средние — от 8,0 до 9,5 метров.

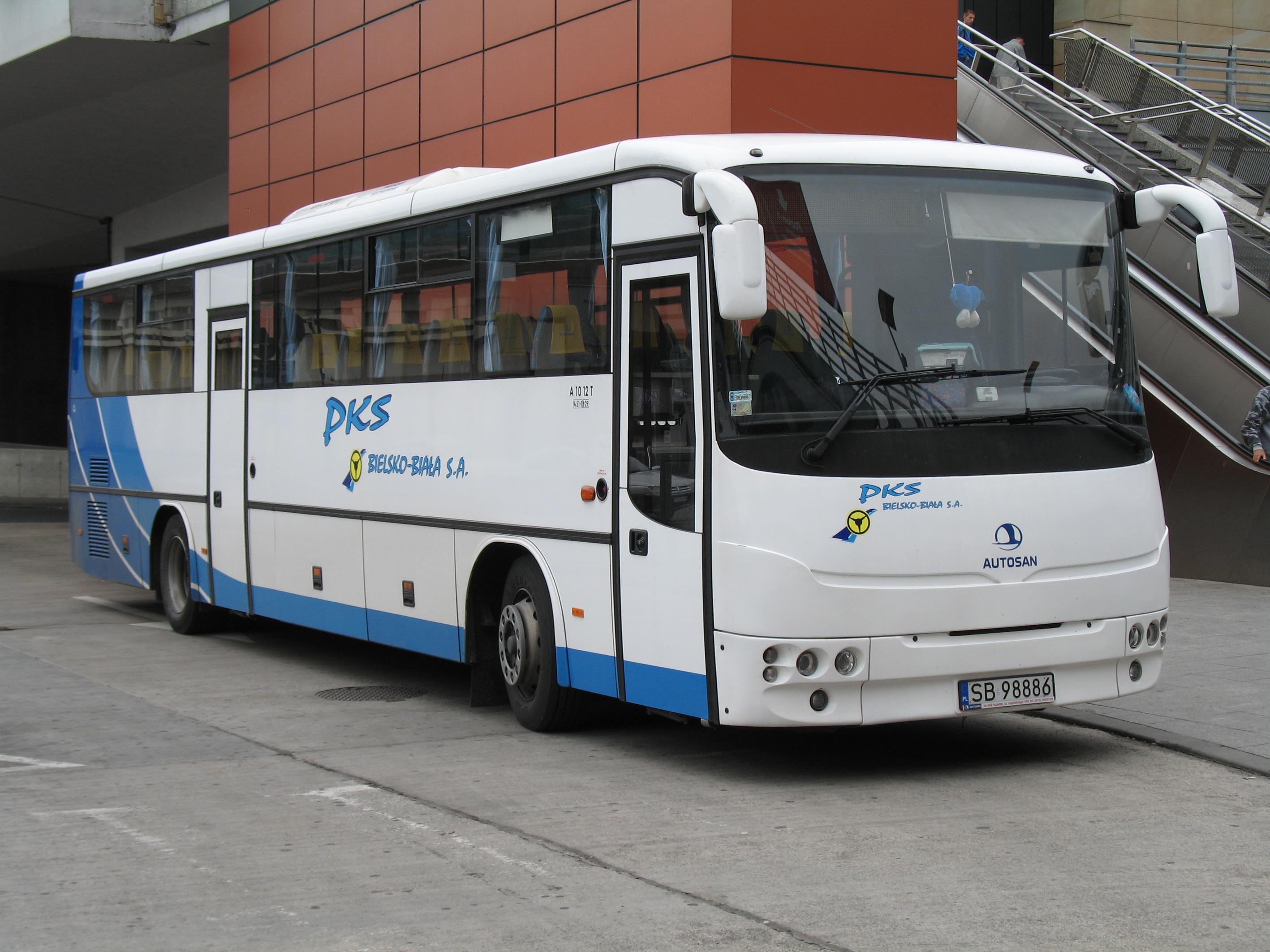
Междугородный автобус Autosan A1012T Lider

- большие (полноразмерные) — от 10,5 до 12,0 метров.
- особо большие (сочлененные, длинномерные) — от 16,0 метров.

### По конструкции и компоновке

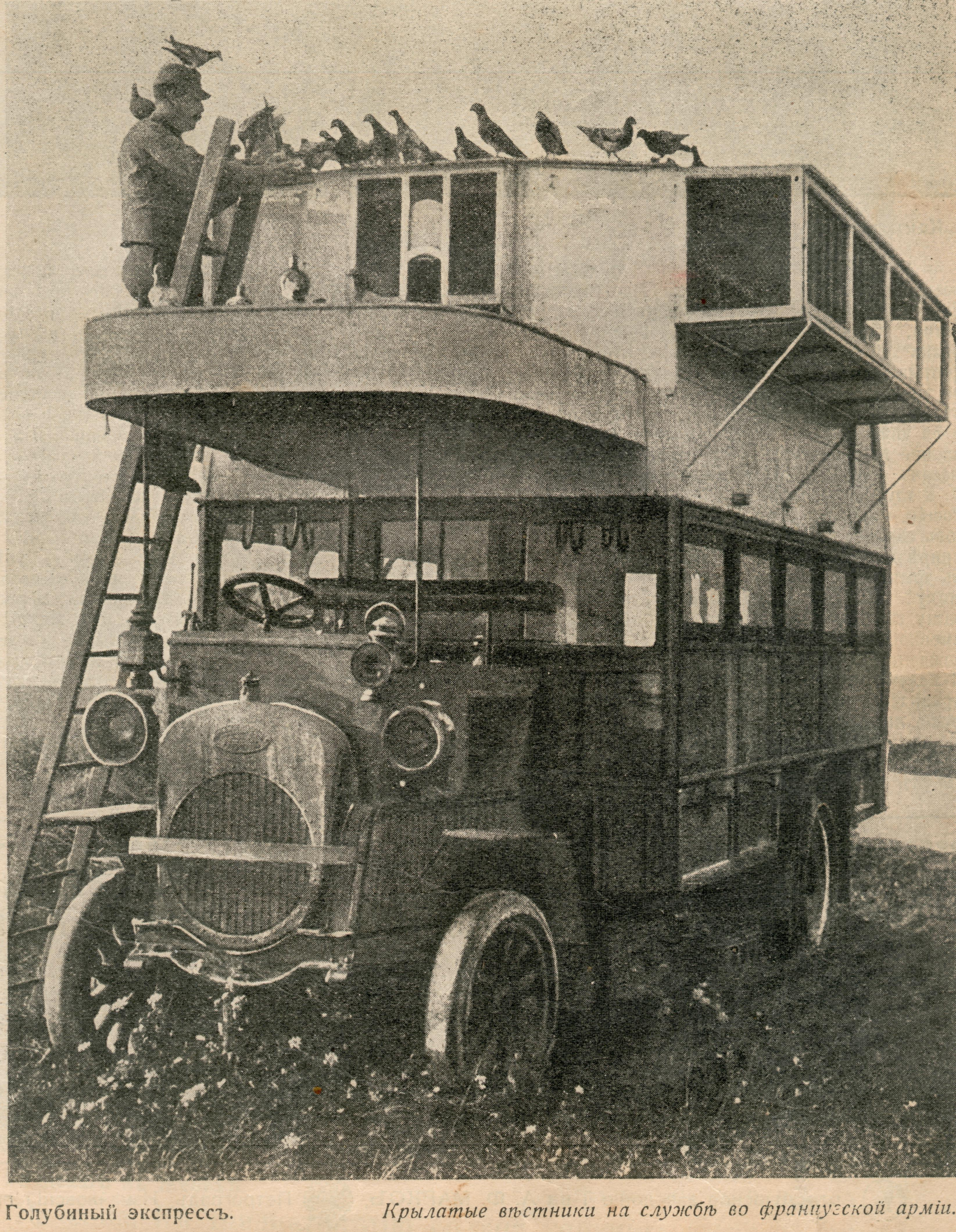
Голубиный автобус французской армии 1916 года

- переднемоторные с кабиной за двигателем (КАвЗ-685)
- переднемоторные с кабиной рядом с двигателем (ЛиАЗ-677)
- заднемоторные с двигателем под сиденьями (МАЗ-104, НефАЗ-5299, Mercedes-Benz O405)
- заднемоторные с двигателем рядом с сиденьями (НефАЗ-5299, МАЗ-103, ЛиАЗ-5292)
- центральномоторые (Ikarus 260 и Ikarus 280 (в передней секции))
- капотной компоновки
- бескапотной (вагонной) компоновки
- низкопольные
- высокопольные (высокопалубные)
- одиночные
- сочленённые
- полутораэтажные
- двухэтажные (даблдекеры)
  - челночные (двухпостовые)
  - терминальные
  - полуприцепы
  - прицепы

### По типу и технической схеме двигательной установки

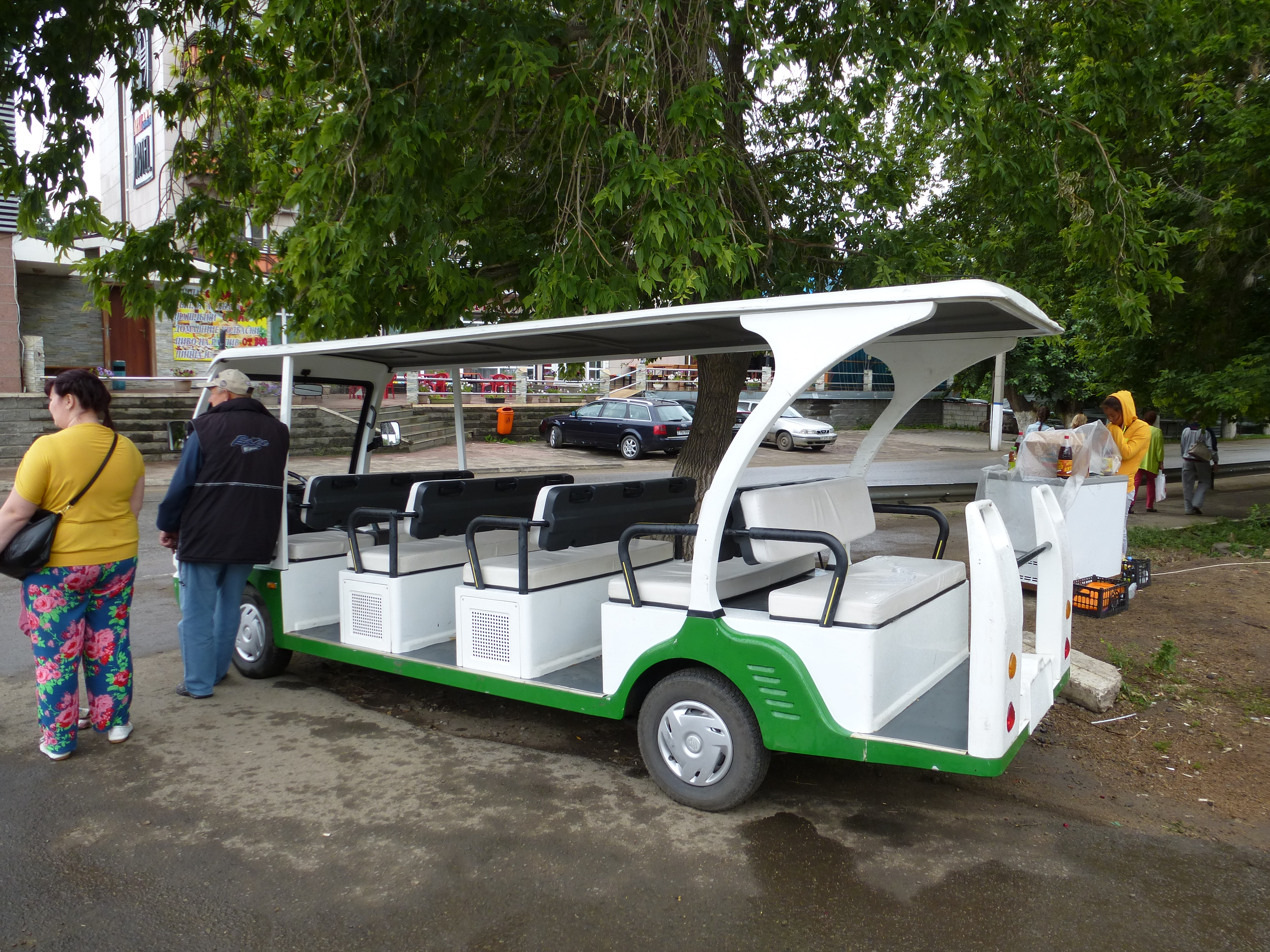
15-местный прогулочный электробус

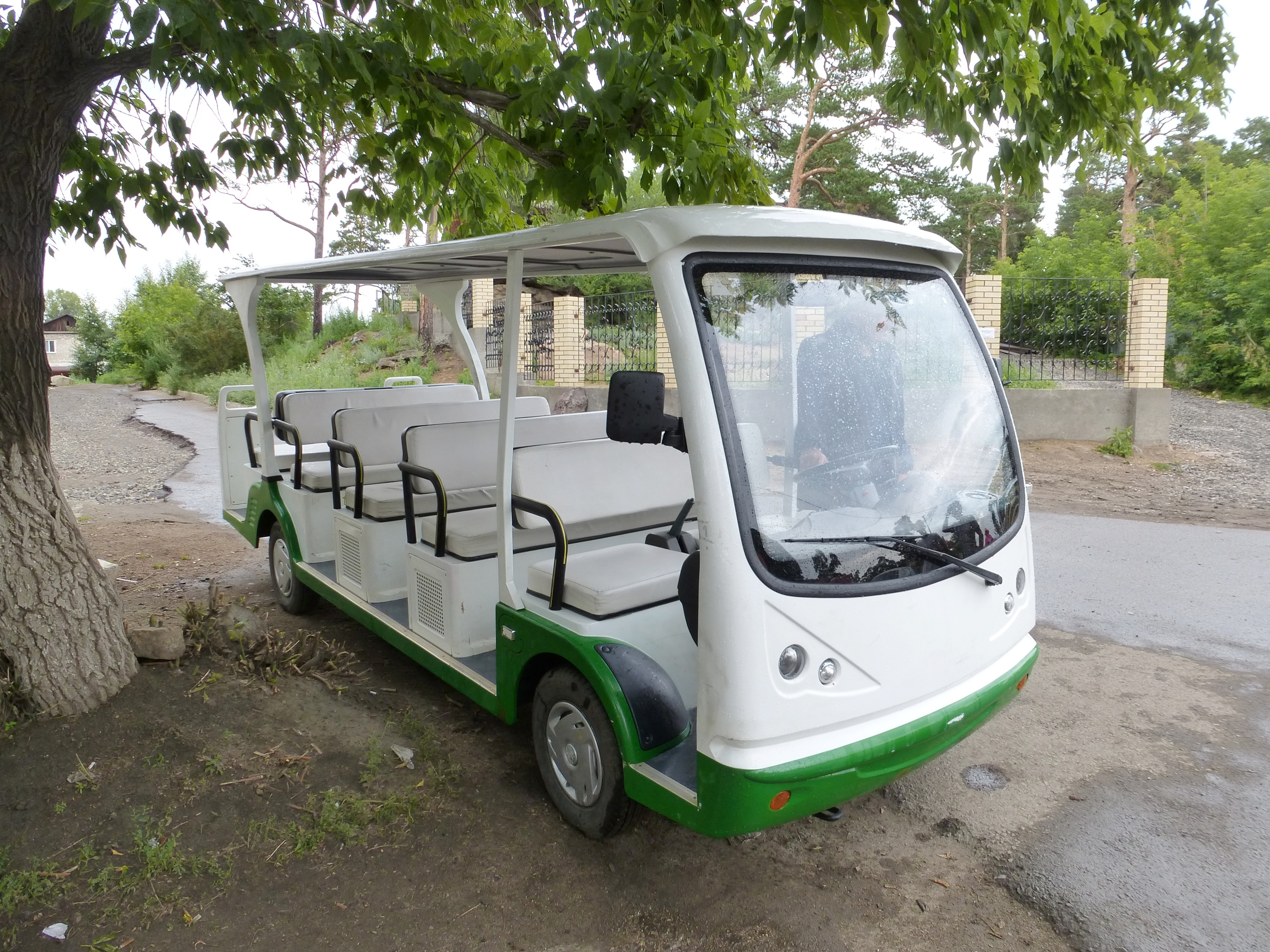
15-местный прогулочный электробус

- бензиновые (на, как правило, карбюраторных бензиновых ДВС) — исторически самые первые автобусы.
- дизельные (на дизельных ДВС) — наиболее распространённый тип современных автобусов.
- автобусы на КПГ (ДВС на метане) — перспективный вид автобусов, использующий в качестве топлива компримированный природный газ. Данный вид топлива более экологичен, а также существенно дешевле бензина и дизеля.
- электрические (аккумуляторные и суперконденсаторные) — довольно молодой вид автобусов, но довольно перспективный в качестве городского автобуса.
- автобус на топливных элементах — в качестве топлива чаще всего используется водород, реакция которого с атмосферным кислородом в топливных элементах генерирует электроэнергию, питающую тяговые электромоторы такого автобуса. Довольно перспективен практически везде где в настоящее время используются дизельные автобусы.
- дуобус — технически гибрид троллейбуса и обычного (а именно дизельного) автобуса. Использует два основных источника питания: может как использовать троллейбусную контактную сеть так и двигаться за счёт, как правило, собственного дизеля. (Конкурентами дуобуса могут стать троллейбусы, оснащаемые системами автономного хода.)НефАЗ-5299-40-51  на КПГ, стандарт Евро-5 в Ростове-на-Дону, маршрут № 54

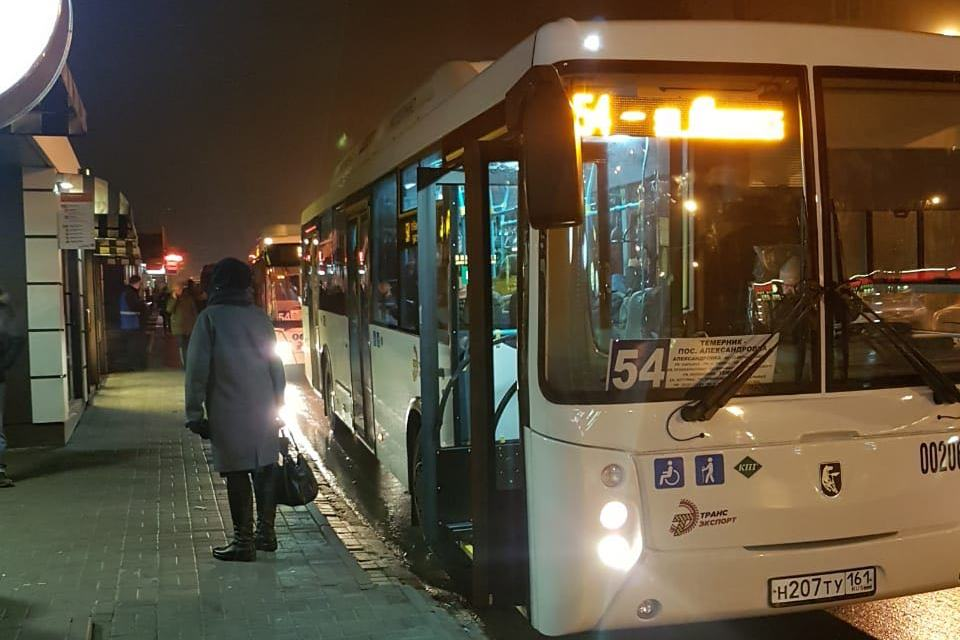
НефАЗ-5299-40-51 на КПГ, стандарт Евро-5 в Ростове-на-Дону, маршрут № 54

Особая разновидность автобуса — троллейбус. Троллейбусы, оснащённые новейшими системами автономного хода, сохраняя достоинства троллейбуса, уже практически ни в чём не уступают обычному автобусу. Наиболее перспективны троллейбусные системы автономного хода строятся на базе суперконденсаторов и быстрозаряжаемых аккумуляторов, позволяющие проехать троллейбусу в режиме автономного хода до 3 км, и на базе топливных элементов, позволяющих троллейбусу ехать как используя для питания контактную сеть (подобно традиционному троллейбусу), так и подобно обычному автобусу в режиме автономного хода.

### Индексация моделей в СССР и странах СНГ
До 1943 года автомобильные заводы в СССР не имели общей системы нумерации моделей, но в этом году была принята т. н. Единая система нумерации деталей, узлов и агрегатов и моделей автомобилей, по которой каждому заводу выдавался диапазон трёхзначных номеров моделей.
В 1966 году была принята новая отраслевая нормаль ОН 025270-66, по которой стали нумеровать все новые модели автомобилей, автобусов и троллейбусов, в ней номера моделей имеют четыре цифры, иногда добавляется пятая — номер модификации.
После распада СССР в России продолжают нумеровать модели автобусов по ОН 025270-66. В Белоруссии МАЗ и Белкоммунмаш отказались от этой системы.[когда?] На Украине некоторое время[когда?] новым моделям также присваивали номера по советской отраслевой нормали, причём номера занимались независимо от России (например, номер 6205 был занят автобусом ЛАЗ и троллейбусом ЗиУ). Позже была принята новая система, по которой модели получают индекс из буквы (А для автобусов, Т для троллейбусов и Е для электробусов) и трёх цифр. Несмотря на это, Херсонский автосборочный завод «Анто-Рус» нумеровал модели по ОН 025270-66 вплоть до своего банкротства в 2012 г.

### Самые длинные маршруты
Самый длинный международный автобусный маршрут соединяет Горно-Алтайск (Россия) и Фрайбург (Германия). Обслуживалась фирмой «Рутц» (обанкротилась из-за неуплаты налогов) и имеет протяжённость около 6500 км, а поездка занимает около пяти суток (этот маршрут не является регулярным, так как его нет в соответствующем реестре ФБУ «Росавтотранс» российского Минтранса). Второй по протяжённостью пролегает по Австралии и имеет протяжённость 5455 км и соединяет Перт с Брисбеном. Открыт 9 апреля 1980 года. Поездка по нему длится 75 часов 55 минут. Организовала этот маршрут компания «Экросс Острелия Коуч Лайнс». В России самый длинный (то есть длиннейший внутренний) междугородный автобусный рейс — из Санкт-Петербурга в Махачкалу протяжённостью 2585 километров и временем в пути более двух суток, кроме этого есть ещё другие маршруты большой протяжённости (Ижевск — Екатеринбург, Сургут — Екатеринбург (сезонный) и так далее). А во всем СНГ — Бишкек — Томск (автобус проходит расстояние 2324 километров за 56 часов, а также есть Бишкек — Екатеринбург). В начале 1970-х годов велись подготовительные работы по открытию регулярной международной автобусной линии общей протяжённостью 2966 километров по маршруту Москва — Варшава — Берлин — Париж.

### Самые длинные и большие автобусы
Самые длинные из сочленённых автобусов, автобусы «ДАФ Супер Сити Трейн» имеют длину 32,2 м. В головном салоне имеется 110 сидячих и 140 стоячих мест, а во втором салоне — 60 сидячих и 40 стоячих. Масса автобуса без пассажиров составляет 28 тонн.

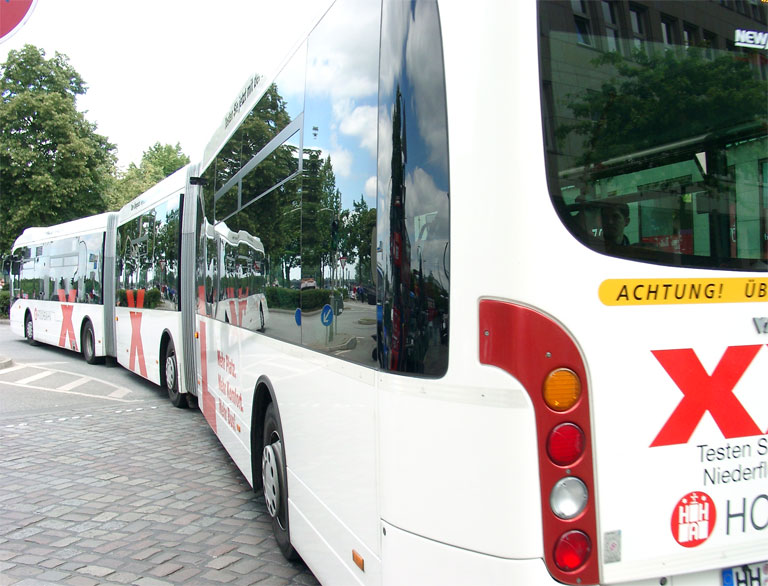
Трёхсекционный автобус Van Hool

Самые большие в мире среди двухэтажных и всех автобусов вообще выпускала в 1981 году компания Gottlob Auwärter GmbH & Co. KG. Перронный четырёхосный автобус Neoplan N980 Galaxy-Lounge (Jumbo Jet Coach) c габаритными размерами 17×4,5×4,5 м, вмещал 342 пассажира и был оборудован собственным телетрапом и предназначался для доставки пассажиров от здания аэровокзала до самолётов Boeing-747 и Ил-86.
В 2001 году в России построен первый городской 15-метровый трёхосный автобус «Волжанин-15М», позже запущенный в серийное производство как «Волжанин-6270». Габаритная длина автобуса 15 220 мм, а пассажировместимость 160 человек. Он, как и украинские «Богдан А801.10», «Богдан А231» и зарубежные 15-метровые машины, является одним из самых длинных односекционных автобусов в мире.

## Официальное толкование

### Международные правовые акты
- Автомобиль, предназначенный для перевозки пассажиров и багажа, имеющий не менее 7 мест для сидения, не считая места водителя[7].
- Транспортное средство, предназначенное для перевозки пассажиров и багажа, имеющее более 8 мест для сидения, не считая места водителя[8].

Двух- и трёхсекционные пассажирские автобусы, а также трёхосные односекционные автобусы в Российской Федерации официально считаются длинномерными. По этой причине в автотранспортной профессиональной среде имеет хождение неофициальный профессиональный жаргонизм «длинномер», являющийся неофициальным сокращением термина «длинномерный автобус». Также имеет хождение и др. неофициальный профессиональный автотранспортный жаргонизм — «одинарник», обозначающий односекционный двухосный автобус.

## Габариты
Вместимость автобусов ограничена их размерами. Согласно российским ПДД, длина автотранспортного средства (включая один прицеп) может быть 20 м, ширина 2,55 м, а высота 4 м. Но по этой причине автобус всегда проигрывает трамваю по возможной пассажировместимости (в частности, трамвай может быть многосекционным или работать по системе многих единиц).